# Trierscheid

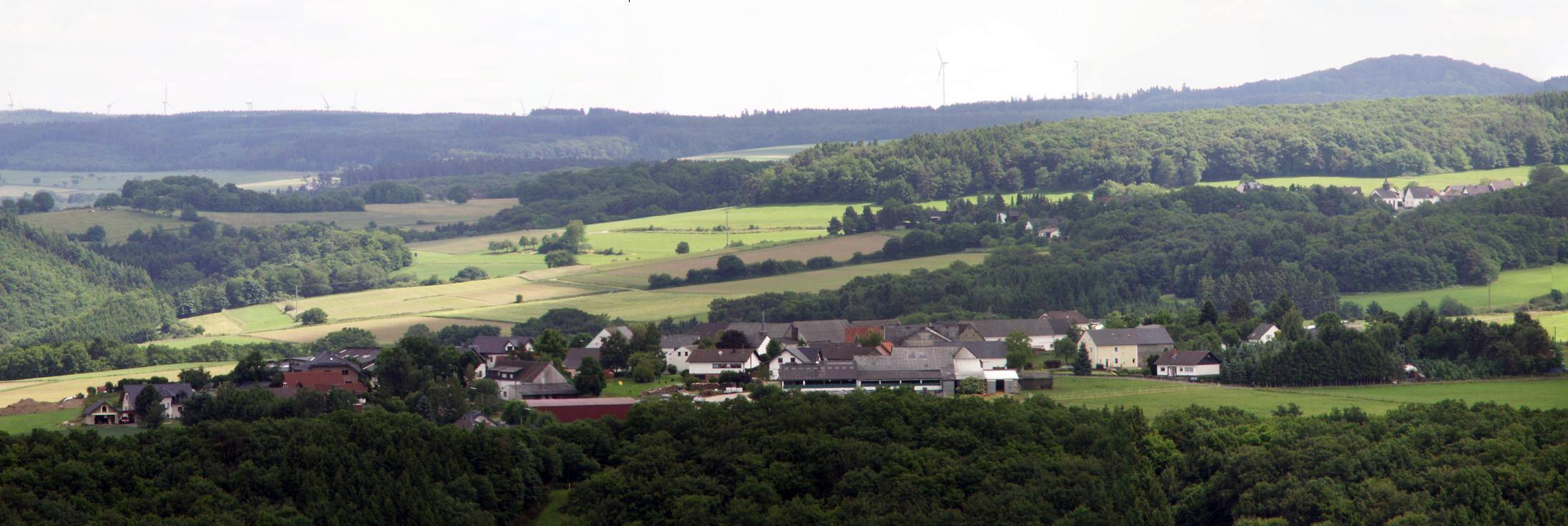
Trierscheid von Norden

Trierscheid ist eine Ortsgemeinde im Landkreis Ahrweiler in Rheinland-Pfalz. Sie gehört der Verbandsgemeinde Adenau an.

## Geographie
Trierscheid liegt in 450 Meter Höhe auf einem Hügel, der vom Trierbach, dem Nohner Bach und dem Taleinschnitt „An der Kehr“ begrenzt wird in der Eifel.

## Geschichte
Die erste urkundliche Erwähnung des Ortes als „Dryscheid“ erfolgte im Jahr 1378. Trierscheid gehörte bis Ende des 18. Jahrhunderts zum Gericht Nohn im kurtrierischen Amt Daun.
Nach dem Trierer Feuerbuch von 1563 gab es zu der Zeit in Trierscheid neun Feuerstellen beziehungsweise Familien. Davon waren drei kurkölnische, drei arenbergische, zwei virneburgische und ein kurtrierischer Untertan. Der Ort wurde in den 1750er Jahren durch eine Feuersbrunst zerstört und später wieder aufgebaut.
Im Jahr 1794 hatten französische Revolutionstruppen das Linke Rheinufer besetzt. Von 1798 bis 1814 gehörte Trierscheid zum französischen Kanton Adenau im Rhein-Mosel-Departement. Nach den auf dem Wiener Kongress geschlossenen Verträgen kam die Region und damit auch Trierscheid 1815 zum Königreich Preußen. Unter der preußischen Verwaltung wurde Trierscheid  1816 dem Kreis Adenau im Regierungsbezirk Koblenz zugeordnet und gehörte zur Bürgermeisterei Aremberg.
Bevölkerungsentwicklung
Die Entwicklung der Einwohnerzahl von Trierscheid; die Werte von 1871 bis 1987 beruhen auf Volkszählungen:
| Jahr | Einwohner |
| 1815 | 77        |
| 1835 | 95        |
| 1871 | 66        |
| 1905 | 66        |
| 1939 | 66        |
| 1950 | 73        |

| Jahr | Einwohner |
| 1961 | 63        |
| 1970 | 49        |
| 1987 | 64        |
| 1997 | 58        |
| 2005 | 62        |
| 2023 | 71        |

## Politik

### Bürgermeister
Klaus Peter Romes ist seit dem 28. Juni 2019 Ortsbürgermeister von Trierscheid.
Der Vorgänger von Romes war Matthias Fabritius.

## Siehe auch

St. Antonius
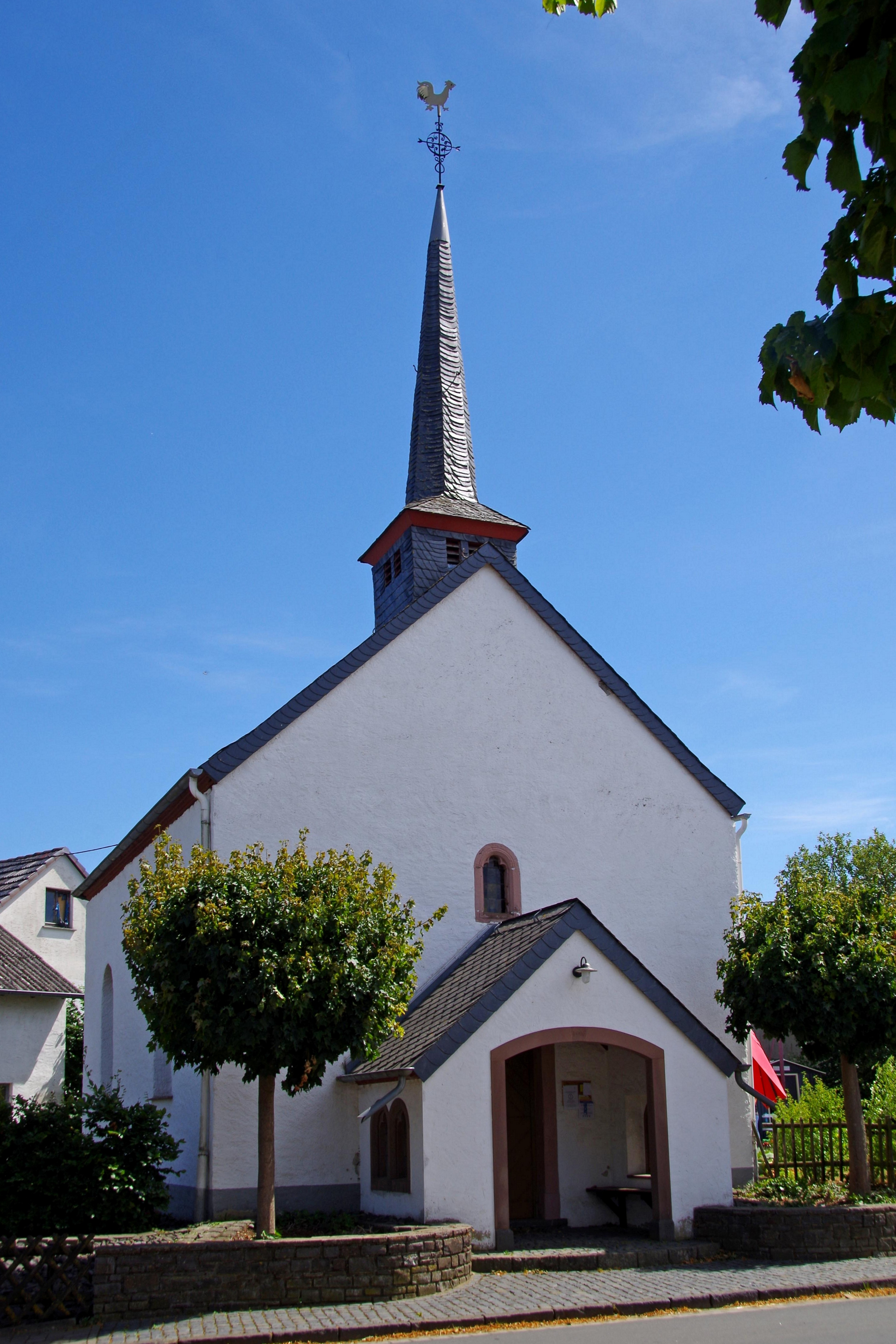
Nordwestansicht
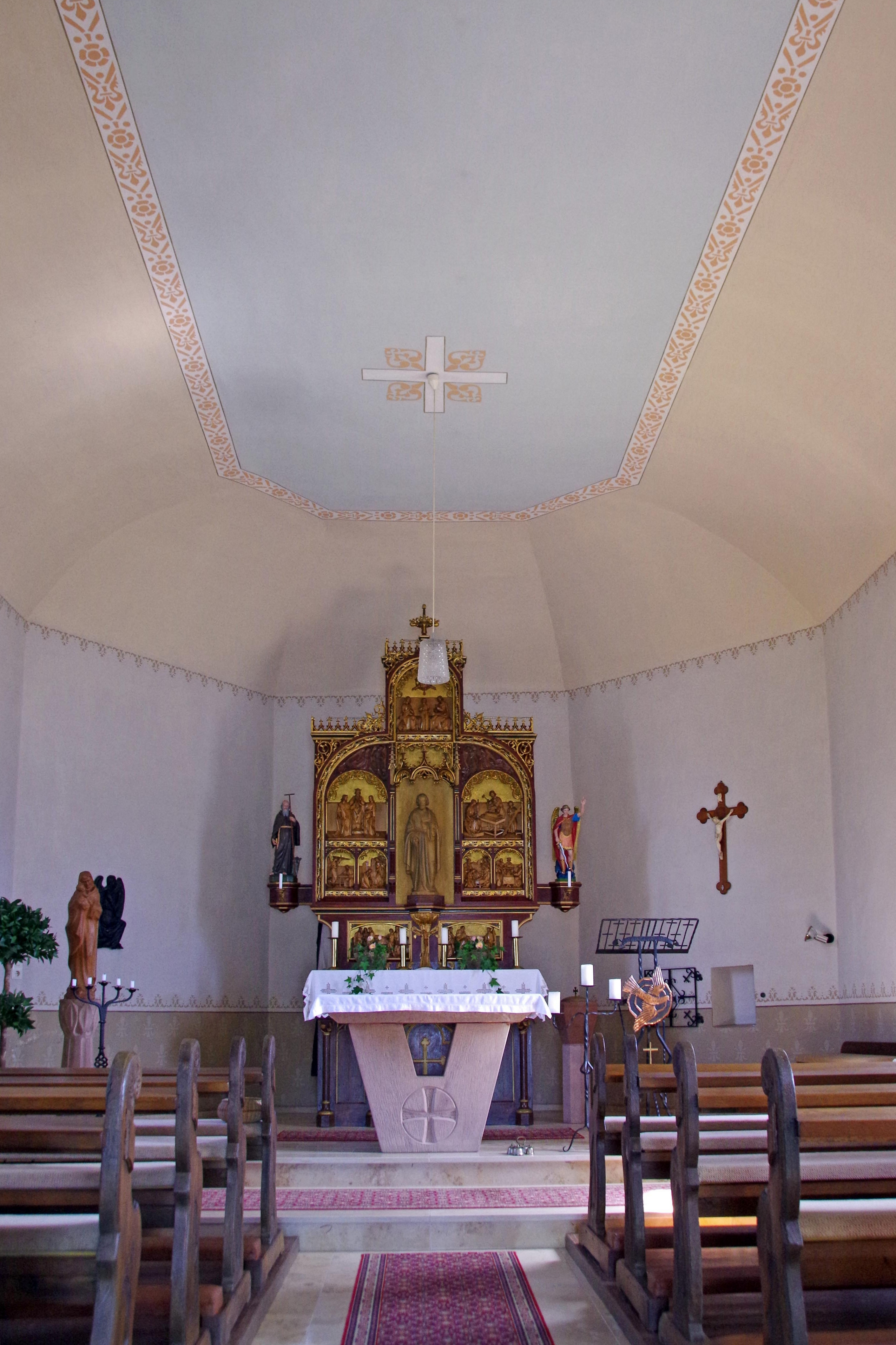
Innen
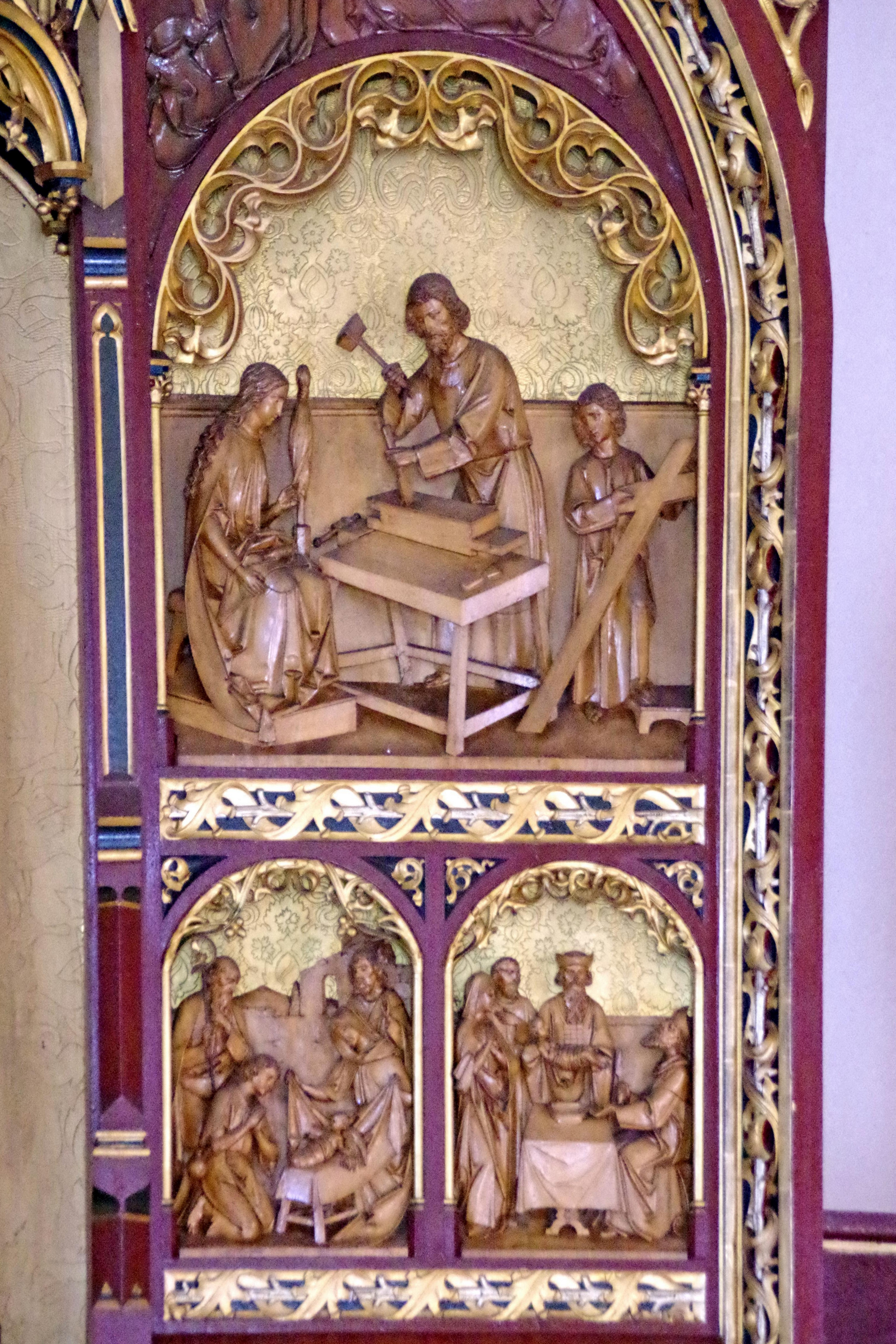
Szenen im Hochaltar
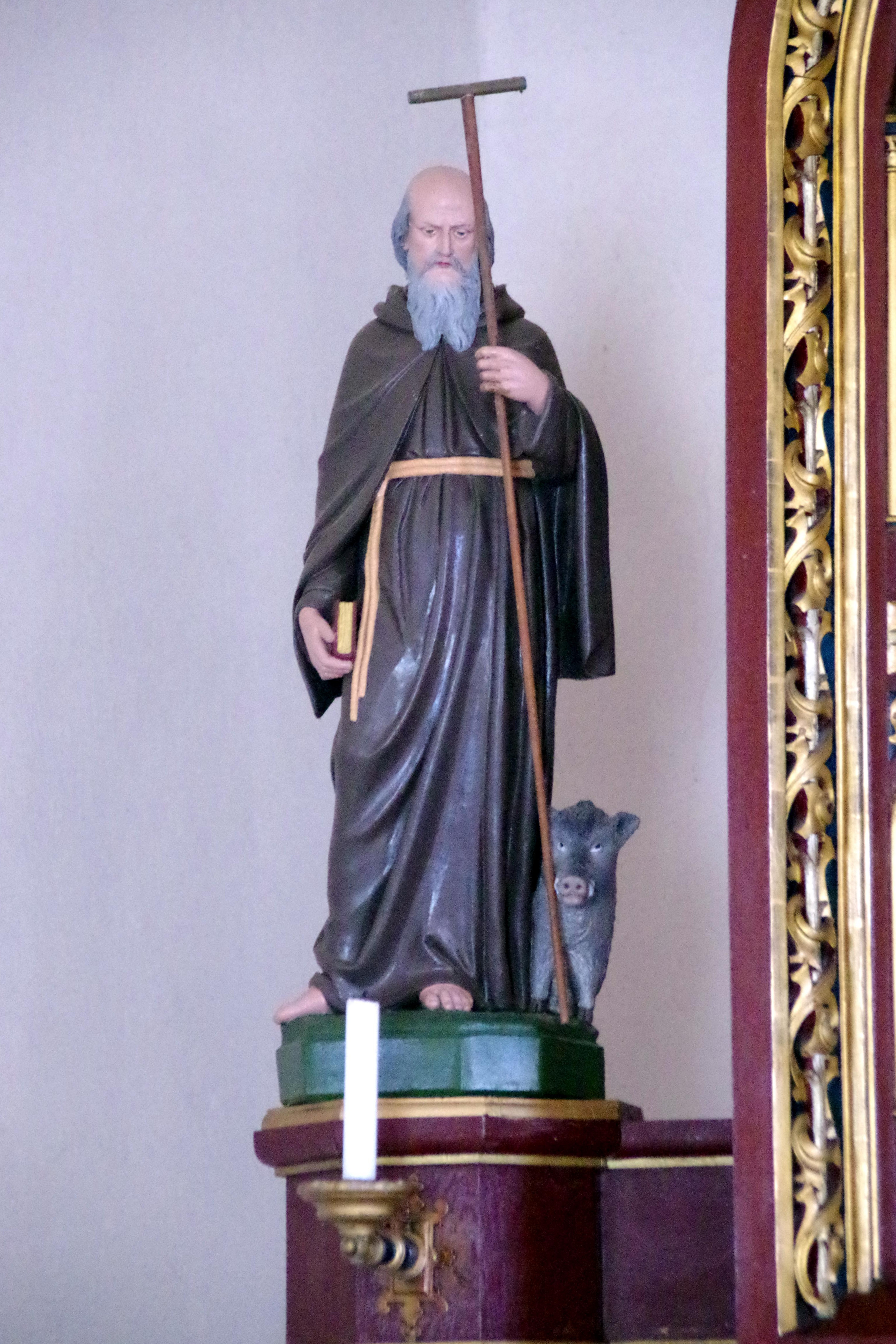
St. Antonius-Statue